# داؤد الجلبي
داؤد الجلبي (1297-1379 ه‍/1879-1960 م) هو طبيب وكاتب من الموصل.

## ترجمته
داؤد بن محمد سليم بن أحمد بن محمد الجلبي. كان أبوه واجداده معروفين بالطب اليوناني العربي وكان جده محمد الجلبي واقفاً على علوم أخرى عدا الطب كالفلك والجغرافيا وغير ذلك وله مؤلفات فيها. وعلم ابنه أحمد الطب ثم تعلم حفيداه سليم وعبد الله الطب أيضاً وكانت داراهما تغص بالمراجعين من المرضى. ويعد داود الجلبي طبيباً لغوياً مؤرخاً ومحققاً وعالماً في الحيوان والنبات، تخرج في الكلية الطبية العسكرية في إسطنبول عام 1909 طبيباً برتبة (يوز باشي) رئيس. وخدم طبيباً في الجيش العثماني، ونقل قبيل الحرب العالمية الأولى إلى (أرضروم) فرفض الالتحاق وخشي ان يغتاله الاتراك كما اغتالوا غيره وذلك لدعوته الاستقلالية للعراق. اسس نادي القلم سنة 1918 واشترك مع ساطع الحصري في تأسيس الجمعية الثقافية العربية ببغداد واشترك في هيأة إدارة الجمعية الطبية بالموصل عام 1924 عين طبيباً في الجيش العراقي عام 1924 وانتخب في السنة ذاتها عضواً في المجلس التأسيسي العراقي وعين عضواً في لجنة تدقيق المعاهدة العراقية البريطانية. وموافقة الوطنية للدفاع عن حقوق العراق مشهورة وهي مفصلة في محاضر جلسات المجلس التأسيسي العراقي. وروى مرة أحد موافقة الصلبة في تحديد حقوق الملك–فيصل الاول آنذاك-في الدستور وعارض داود الجلبي الحقوق الكثيرة التي اراد المتزلفون للمك منحه اياها. وطلب ان يكون الملك شبيها بملك انكلترا، أي تكون الحقوق الأساسية للشعب، مما اغضب الملك فيصل-وكان الجلبي آنذاك طبيبه الخاص- فأرسل إليه يطلب مقابلته في قصره، وأظهر الملك فيصل الأول استياءه من موقف داود الجلبي ونعى عليه هذا التشدد، فأعتذر الجلبي بالقوانين الحديثة والدساتير الاوربية، ولم يتمكن الملك فيصل من التأثير على داود الجلبي وحمله على تغيير رأيه، فأضمر ذلك في نفسه حتى أنه خشي على نفسه من طبيبه الخاص، فأعفاه من مهمته.
عاد داود الجلبي إلى الجيش بعد حل المجلس ورقي إلى رتبة زعيم، وعين مديراً للأمور الطبية في الجيش العراقي عام 1930، وشغل مديرية الصحة العامة ما يقرب من سنة بالإعارة من وزارة الدفاع إلى وزارة الداخلية. ثم أعيد ثانية إلى مديرية الامور الطبية، واحيل على التقاعد عام 1933 بسبب موافقة السياسية المتشددة. وعدم مهادنته للحكام، على الرغم من الصداقة التي كانت تربطه بمعظم السياسيين الكبار، ولم يرضه ان يتلاعبوا بمصير الشعب وتحت حماية القانون.
واذكر انه كان راقدا في المستشفى الملكي عام 1951-وكنت وقتها طالباً في الكلية-بعد إجراء عملية جراحية، ولمحت وانا في غرفته قدوم نوري السعيد وجميل المدفعي لعيادته، واخبرته بذلك، فطلب الي أخبارهم بعدم رغبته في زيارتهما، ونقلت رسالته اليهما، ابتسم نوري السعيد وقال للمدفعي: لم تغيره السنون، وعنفني حين حملت اليه هداياهم من باقات الورد وطلب الي ان أسعى وراءهما واردها اليهما، ولعل هذا الموقف المتشدد من كبار رجال الحكم في العراق جعله بعيداً عن الحياة السياسية على الرغم من أنه كان عضواً في حزب العهد وله مواقف سياسية متميزة في تأسيس الحكم الوطني في العراق، وفي مسألة الموصل بالذات. عاد داود الجلبي إلى الموصل يزاول مهنة الطب، وانصرف للقراءة والبحث، وعين عام 1937 عضواً في مجلس الأعيان (الشيوخ)، وبعد انتهاء الدورة البرلمانية عاد إلى الموصل لممارسة عمله في الطب، وكان طبيباً متميزاً يشهد له بكفاءة نادرة في هذا المجال. وما زال الشيوخ من أهل الموصل يذكرون فؤائده وخدمته لسكان المدينة، ويتبادلون وصفاته العلاجية التي لم تكلفهم غير القليل القليل من المال.
كان داود الجلبي عالماً بالإضافة إلى براعته في الطب واهميته بالنسبة للحياة السياسية في العراق، فانتخب في عدد من الجمعيات الثقافية والمجامع العلمية، فأنتخب ريئساً لجمعية الثقافة العراقية، وعضواً في لجنة تاريخ العراق، وعضواً في لجنة التأليف والترجمة والنشر، وعضواً في المجمع العلمي العربي بدمشق وعضواً في مجمع اللغة العربية في القاهرة، وعضواً في المجمع العلمي العراقي.
وقد ترجمه فيصل دبدوب في كتاب أسماه «الدكتور داود الجلبي حياته ومكتبته» نشر سنة 1967.

## مؤلفاته
إلى جانب كونه عالماً باللغة العربية يجيد التركية والفرنسية والألمانية والفارسية والسريانية اجادة تامة إلى جانب قراءاته في اللغات الإنكليزية والعبرية واليونانية واللاتينية والإيطالية. كتب داود الجلبي بحوثاً عدة نشرها في الصحف والمجلات العربية، وله ولع خاص في البحث عن المصطلحات الطبية، ووضع فيها مالم يوضع في العربية لحد الآن، ودخلت المصطلحات الطبية التي وضعها في العربية إلى كليات الطب في الجامعات العربية، وقد صدر له بالإضافة إلى ذلك سبعة كتب:
المطبوعة
- إصلاح حروفه دائر عام 1326 هـ وهو باللغة التركية ومطبوع في إسطنبول.
- مخطوطات الموصل عام 1927، مطبعة الفرات، بغداد.
- الآثار الآرامية في لغة الموصل العامية، عام 1935، مطبعة النجم، الموصل.
- كتاب الطبيخ لمحمد بن الحسن بن الكريم البغدادي، المكتوب في 623 هـ، حققه الجلبي ونشره عام 1934، م. ام الربيعين، الموصل.
- رسالة محمد بن زكريا الرازي، عام 1948، منشورات مجلة الجزيرة.
- كتاب الفند يداد، نقله عن الفرنسية عام 1952، مطبعة الاتحاد الجديدة، الموصل
- كلمات فارسية مستعملة في عامية الموصل وفي أنحاء العراق، عام 1960، مطبعة العاني، بغداد.

المخطوطة
- جدول في الفرائض صنفه عام 1345 هـ
- تاريخ اتابكة الموصل
- تاريخ أربل
- تاريخ الدولة الارتقية
- ذيل زبدة الآثارية الجلية من تاريخ البلاد العربية منذ عام 920 هـ، أي منذ عهد استيلاء العثمانيين على الاقطار العربية في عهد السلطان سليم الأول.
- زبدة الآثار الجلية (ياسين محمود الخطيب) - ملخص تاريخ الموصل منذ سنة 649 م
- معجم مصطلحات امراض الجلد (فرنسي-عربي.
- المفردات الاعجمية المستعملة في الموصل اليونانية واللاتينية والتركية.
- صفحات من تاريخ الموصل-مترجمة عن الفرنسية للأب لنزا.
- رحلة اوليفر (مترجم عن الفرنسية).

## مخطوطات الموصل
يعتبر الجلبي في طليعة المعنيين بدراسة المخطوطات بالمنطقة، إلى جانب نعمان خير الدين الالوسي والمطران ادي شير.
دفعه حرصه على المخطوطات المبعثرة في مدارس الموصل ومكتباتها إلى حصرها وتصنيفها ووضعها في كتاب مهم جداً هو كتاب (مخطوطات الموصل) عام 1927، ويبين الأسباب التي دفعته لتسجيل وتثبيت هذا التراث القيم: ولما رأيت الباحثين عن الكتب العربية يجوبون البراري ويقطعون البحار ويطوفون البلدان متكبدين المشاق وصارفين في سبيل ذلك الدراهم الكثيرة كل ذلك للعثور على كتاب وصلهم اسمه، ولم يقفوا له على أثر أو للحصول على اجزاء كتاب مبتوراً وللاطلاع على نسخ الكتاب الواحد لمقابلة بعضها بعضاً وتمحيص الصواب من الخطأ احياء للآداب العربية واظهار لما اندرس من آثار اجدادنا الاكرمين، ولاعداد ما لم يطبع من مؤلفاتهم للطبع والنشر تعيما للفائدة، ولما كانت مدارس الموصل الدينية تحوي الوفاً من الكتب المخطوطة، ولم يؤم الموصل ويطلع على هذه الكتب أحد من الباحثين مع ان بينها مالاً نظير له في دور الكتب والمتاحف المشهورة، ومنها ما ندر وجوده وما هو جدير بالاهتمام من اوجه، احببت ان أطلع العالم الأدبي على مكنونات هذه الخزائن، فطفت المدارس كلها وتصحفت كتبها واحداً واحداً ضابطاً اسماءها وأسماء مؤلفيها ومواضيعها مع ذكر اسم التاريخ وتاريخ النسخة وبيان صفتها من كمال أو نقصان وجودة خط اورداءته إلى غير ذلك، ووصفت الكتب الهامة منها وصفاً علمياً مع ذكر أبعادها ونوع جلدها وورقها وعدد صحائفها وما في صدورها وآخرها من الكتابات ونقل شيء من اولها اومن ابحاثها الهامة وبيان مواضع أبوابها كل ذلك باطناب وايجاز حسب ما تستحقه، على أني اكتفيت بذكر أسماء الكتب التي لم تكن ذات شأن، وتصحفت المجاميع فطبعت ما حوت كل مجموعة من مختلف الكتب والرسائل، ونظمت فهارس للمكتبات التي لم أجد لها فهارس، وبعد أن فرغت من مدارس الموصل تناولت البحث عن مدارس ملحقاتها من اقضية ونواح وقرى… وراجعت رؤساء الاسر القديمة ومن سمعت بوجود خطية عنده.. فجاء كتابي هذا باحثاً عن مخطوطات الموصل جميعها على التقريب ولم يشذ منه الآ اللهم ما قد يحتمل ان يكون في زوايا بيوت بعض الناس.
توفي داود الجلبي عام 1960 أثر اصابته بنوبة قلبية عن عمر تجاوز الثمانين بسنة.